# タンギノア・ハライフォヌア
タンギノア・ハライフォヌア（Tanginoa Halaifonua、1996年9月20日 - ）は、トップ14スタッド・フランセ・パリに所属するラグビー選手。

## プロフィール
- ニュージーランド出身[1]。
- ポジションはロック(LO)、フランカー(FL)。
- 身長 196cm、体重 115kg
- トンガ代表キャップ数は16(2025年1月現在）でラグビーワールドカップ2023のトンガ代表に選ばれた[2]。

## 略歴
リヨンOU、RCマシー、リヨンOU、FCグルノーブルを経て、2023年、スタッド・フランセに加入。